# Amber Kraak
Amber Kraak née le 29 juillet 1994 à Oss, est une coureuse cycliste professionnelle néerlandaise. 

## Biographie

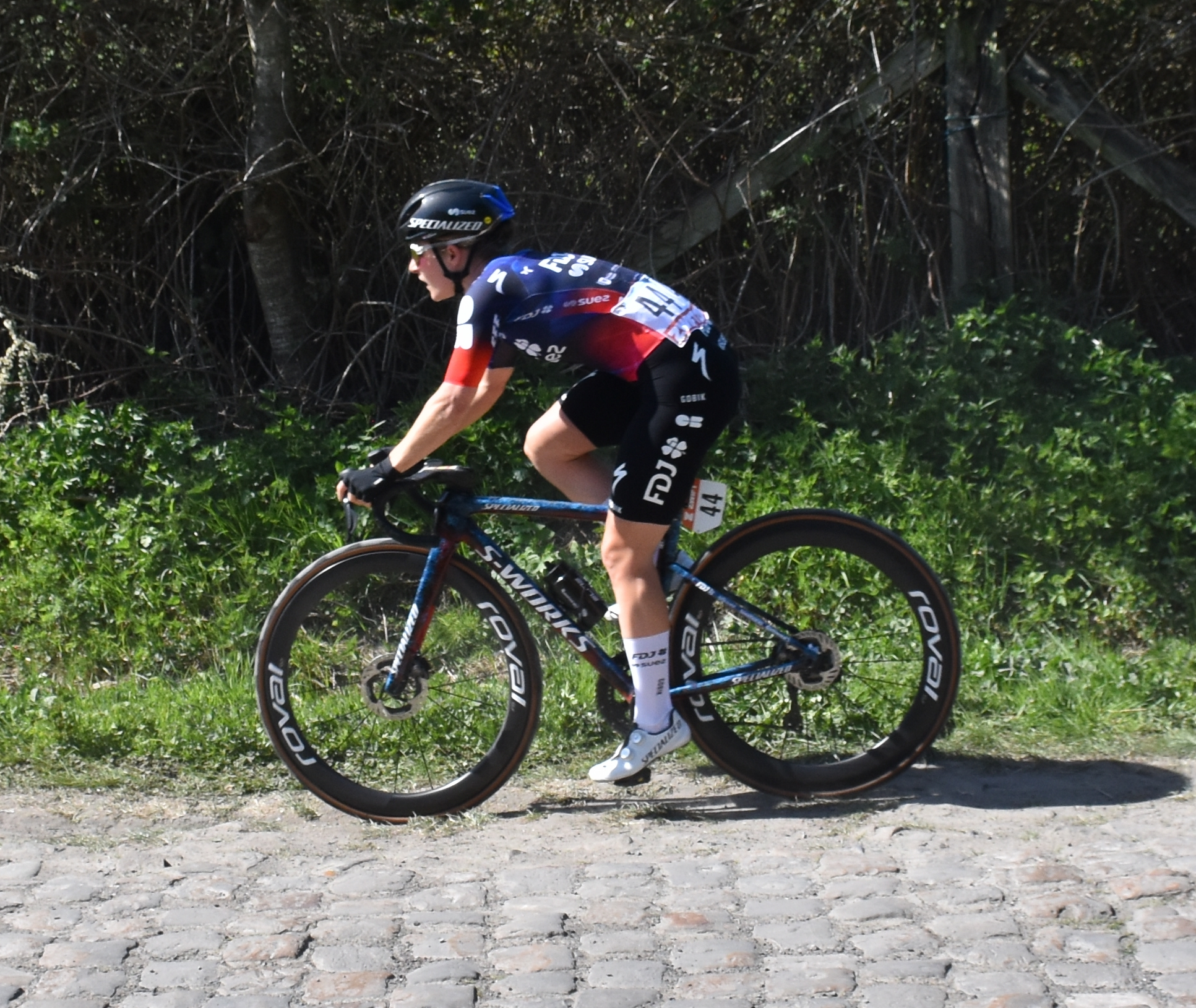
Amber Kraak # 44
Paris-Roubaix 2025.

Amber Kraak est rameuse de haut-niveau avant de se mettre au cyclisme. Elle remporte notamment le titre de championne du monde espoirs en 2016 (en) en catégorie deux de couple poids léger (BLW2x) avec Anne Marie Schonk. Elle débute le cyclisme en 2021 et devient professionnelle dans la formation Jumbo-Visma en mai de la même année.
En 2022, au Grand Prix de Plouay, après de multiples attaques, elle parvient à sortir avec Mavi Garcia. Elle est battue au sprint et est donc deuxième.
Elle s'engage pour 2024 et 2025 avec FDJ-Suez.
À Paris-Roubaix, dans le secteur numéro 6, Ellen van Dijk et Amber Kraak contrent. Kopeky, Vos et Elisa Balsamo reviennent sur la duo à dix-huit kilomètres de la ligne. Dans les dix derniers kilomètres, Kraak passe à l'offensive mais est marquée par Kopecky et Vos. Kraak tente de nouveau pas la suite, mais la victoire se joue au sprint. Elle est cinquième.

## Palmarès sur route

### Par années
- 2022
  - 2e du Grand Prix de Plouay
- 2023
  - 1re étape de La Vuelta Femenina (contre-la-montre par équipes)
  - La Périgord Ladies
  - 3e du Tour de Scandinavie
  - 9e du Tour de Suisse
- 2024
  - 4e étape du Tour des Émirats arabes unis
  - 3e du Tour de Bretagne
  - 5e de Paris-Roubaix
  - 8e de l'Amstel Gold Race
- 2025
  - 2e étape du Tour de Suisse
  - 2e de La Classique Morbihan

### Classements mondiaux
| Année                                 | 2021 | 2022 | 2023 | 2024 |
| ------------------------------------- | ---- | ---- | ---- | ---- |
| Classement UCI                        | 596e | 73e  | 56e  | 52e  |
| UCI World Tour                        | 142e | 43e  | 38e  | 49e  |
|                                       |      |      |      |      |
| Légende : nc = non classéSource : UCI |      |      |      |      |

### Résultats sur les grands tours

#### Tour d'Italie
1 participation :
- 2022 : 53e

#### Tour de France
3 participations :
- 2023 : 17e
- 2024 : 37e
- 2025 : 51e

#### Tour d'Espagne
2 participations : 
- 2023 : 22e et vainqueure de la 1re étape (contre-la-montre par équipes)
- 2024 : 45e